# Bryum microcaespiticium
Bryum microcaespiticium är en bladmossart som beskrevs av Hugh Neville Dixon 1938. Bryum microcaespiticium ingår i släktet bryummossor, och familjen Bryaceae. Inga underarter finns listade i Catalogue of Life.